# گرتون (کارولینای شمالی)
گرتون (به انگلیسی: Gerton) یک محدوده ثبت‌نشده در شهرستان هندرسون ایالت کارولینای شمالی کشور ایالات متحده آمریکا است که جمعیت آن در سرشماری سال ۲۰۱۰ میلادی، ۲۵۴ نفر بوده‌است.